# Raymond Walburn
Raymond Walburn (parfois crédité Ray Walburn) est un acteur américain, né à Plymouth (Indiana, États-Unis) le 9 septembre 1887, mort à New York (État de New York, États-Unis) le 26 juillet 1969.

## Biographie
Au théâtre, Raymond Walburn joue à Broadway entre 1914 et 1965, dans des pièces et comédies musicales. De plus, expérience unique à Broadway, il est le metteur en scène d'une pièce en 1932.
Au cinéma, il participe à quatre films muets en 1916, puis à un premier film parlant en 1929, avant de tourner régulièrement de 1934 à 1955, notamment pour Frank Capra ; en tout, il apparaît dans 92 films américains.
Pour la télévision, il figure dans deux séries, en 1954 et 1958.

## Théâtre (à Broadway)
Pièces, comme acteur, sauf mention contraire ou complémentaire
- 1914 : Cordelia Blossom de Lillian et George Randolph Chester, avec Louise Dresser
- 1922 : Manhattan de Leighton Osmun et Henry Hull, mise en scène de John Cromwell
- 1922-1923 : The Awful Truth d'Arthur Richman, avec Ina Claire, Paul Harvey, Cora Witherspoon (adaptée au cinéma en 1937)
- 1926 : If I was rich de William Anthony McGuire
- 1927 : Sinner de Thompson Buchanan, mise en scène d'Alan Dinehart
- 1927 : The Triumphant Bachelor d'Owen Davis, mise en scène de David Burton, avec Dorothy Tree
- 1927 : Take my Advice de J.C. et Elliott Nugent, avec Ralph Morgan, Gene Raymond
- 1928 : The Great Necker d'Elmer Harris, avec Marjorie Gateson
- 1928 : On Call de Roland Oliver
- 1929 : Zeppelin de McElbert Moore, Earle Crooker et Lowell Brentano
- 1929 : Freddy de C. Stafford Dickens
- 1930 : Three Little Girls, comédie musicale, musique de Walter Kollo, lyrics d'Harry B. Smith, livret d'Herman Feiner et Bruno Hardt-Warden
- 1931 : The House Beautiful de Channing Pollock, avec Mary Philips, Lionel Stander
- 1932 : Bridal Wise d'Albert Hackett et Frances Goodrich, mise en scène de Frank Craven
- 1932 : The Budget de Robert Middlemass
- 1932 : Tell her the Truth, comédie musicale, musique de Jack Waller et Joseph Tunbridge, lyrics et livret de R.P. Weston et Bert Lee (en), avec Margaret Dumont, Thelma White
- 1932-1933 : The Show Off de George Kelly, avec Jean Adair (+ metteur en scène)
- 1933 : Man bites Dog de Don Lochbiler et Arthur Barton, avec Don Beddoe, Victor Killian, Millard Mitchell
- 1933-1934 : The Pursuit of Happiness d'Alan Child et Isabelle Louden, avec Oscar Polk
- 1934 : Another Love, adaptation de George Oppenheimer, d'après Jacques Deval
- 1946-1947 : Park Avenue, comédie musicale, musique d'Arthur Schwartz, lyrics d'Ira Gershwin, livret de Nunnally Johnson et George S. Kaufman, avec David Wayne
- 1962-1964 : Le Forum en folie (A Funny Thing happened on the Way to the Forum), comédie musicale, musique et lyrics de Stephen Sondheim, livret de Burt Shevelove et Larry Gelbart, mise en scène de George Abbott et Jerome Robbins, chorégraphie de Jack Cole et J. Robbins, avec Zero Mostel, John Carradine (Erik Rhodes le remplaçant en 1963), Jack Gilford
- 1965 : A Very Rich Woman, libre adaptation par Ruth Gordon de la pièce Les Joies de la famille de Philippe Hériat, mise en scène et produite par Garson Kanin, décors d'Oliver Smith, avec Ruth Gordon, Ernest Truex

## Filmographie partielle
| - 1916 : The Man Hunt de Paul Scardon (court métrage) - 1916 : The Scarlet Runner, série cinématographique de William P.S. Earle et Wally Van - 1916 : Our Other Lives d'Eugene Mullin (court métrage) - 1929 : The Laughing Lady de Victor Schertzinger - 1934 : The Defense Rests de Lambert Hillyer - 1934 : Le Comte de Monte-Cristo (The Count of Monte Cristo) de Rowland V. Lee - 1934 : La Course de Broadway Bill (Broadway Bill) de Frank Capra - 1934 : Mills of the Gods de Roy William Neill - 1934 : Lady by Choice de David Burton - 1934 : Jealousy de Roy William Neill - 1935 : Votez pour moi (Thanks a Million) de Roy Del Ruth - 1935 : Mon mari le patron (She married her Boss) de Gregory La Cava - 1935 : Il's a Small World de Irving Cummings - 1935 : Death flies East de Phil Rosen - 1935 : Society Doctor de George B. Seitz - 1935 : The Lone Wolf Returns de Roy William Neill - 1935 : Redheads on Parade de Norman Z. McLeod - 1935 : Welcome Home de James Tinling - 1936 : Absolute Quiet de George B. Seitz - 1936 : Le Grand Ziegfeld (The Great Ziegfeld) de Robert Z. Leonard - 1936 : L'amiral mène la danse (Born to Dance) de Roy Del Ruth - 1936 : Mister Cinderella de Edward Sedgwick - 1936 : They met in a Taxi de Alfred E. Green - 1936 : The Three Wise Guys de George B. Seitz - 1936 : Sa Majesté est de sortie (The King Steps Out) de Josef von Sternberg - 1936 : L'Extravagant Mr. Deeds (Mr. Deeds goes to Town) de Frank Capra - 1936 : L'Obsession de madame Craig (Craig's Wife) de Dorothy Arzner - 1937 : Le Prince X (Thin Ice) de Sidney Lanfield - 1937 : Murder in Greenwich Village de Albert S. Rogell - 1937 : Let's Get Married (en) de Alfred E. Green - 1937 : Le Règne de la joie (Broadway Melody of 1938) de Roy Del Ruth - 1937 : La Furie de l'or noir (High, Wide and Handsome) de Rouben Mamoulian - 1938 : Start Cheering de Albert S. Rogell - 1938 : Battle of Broadway de George Marshall - 1938 : L'Île des angoisses (Gateway) de Alfred L. Werker - 1938 : Le Professeur Schnock (Professor Beware) de Elliott Nugent - 1938 : Amants (Sweethearts) de W. S. Van Dyke - 1939 : It could happen to you de Alfred L. Werker - 1939 : Let Freedom Ring (en) de Jack Conway - 1939 : Les Petites Pestes (The Under-Pup) de Richard Wallace - 1939 : Divorcé malgré lui (Eternally Yours) de Tay Garnett | - 1940 : L'Escadron noir (Dark Command) de Raoul Walsh - 1940 : Le Gros Lot (Christmas in July) de Preston Sturges - 1940 : San Francisco Docks de Arthur Lubin - 1940 : Flowing Gold (en) de Alfred E. Green - 1940 : Third Finger, Left Hand de Robert Z. Leonard - 1941 : Rise and Shine de Allan Dwan - 1941 : Vedette à tout prix (Kiss the Boys Goodbye) de Victor Schertzinger - 1941 : Confirm or Deny de Archie Mayo - 1941 : Louisiana Purchase de Irving Cummings - 1941 : Pudin' Head de Joseph Santley - 1941 : Bachelor Daddy de Harold Young - 1942 : The Man in the Trunk de Malcolm St. Clair - 1943 : Dixie de A. Edward Sutherland - 1943 : Dixie Dugan de Otto Brower : - 1943 : Let's Face it de Sidney Lanfield - 1943 : Les Desperados (The Desperadoes) de Charles Vidor - 1943 : Lady Bodyguard de William Clemens - 1944 : Sérénade américaine (Music in Manhattan) de John H. Auer - 1944 : Quatre Flirts et un cœur (And the Angels Sing) de George Marshall - 1944 : Héros d'occasion (Hail the Conquering Hero) de Preston Sturges - 1945 : I'll tell the World de Leslie Goodwins - 1945 : Honeymoon Ahead de Reginald Le Borg - 1945 : The Cheaters de Joseph Kane - 1946 : Affairs of Geraldine de George Blair - 1946 : Plainsman and the Lady de Joseph Kane - 1946 : Rendezvous with Annie de Allan Dwan - 1946 : Le Retour à l'amour (Lover Come Back) de William A. Seiter - 1946 : Breakfast in Hollywood de Harold D. Schuster - 1947 : Oh quel mercredi ! (The Sin of Harold Diddlebock) de Preston Sturges - 1948 : L'Enjeu (State of the Union) de Frank Capra - 1949 : Leave it to Henry de Jean Yarbrough - 1949 : L'Ange endiablé (Red, Hot and Blue) de John Farrow - 1949 : Short Grass de Lesley Selander - 1949 : Henry, the Rainmaker de Jean Yarbrough - 1950 : Father's Wild Game de Herbert I. Leeds - 1950 : Father makes good de Jean Yarbrough - 1950 : La Clé sous la porte (Key to the City) de George Sidney - 1950 : Jour de chance (Riding High) de Frank Capra - 1951 : Une fille en or (Golden Girl) de Lloyd Bacon - 1951 : Excuse my Dust de Roy Rowland - 1951 : Father takes the Air de Frank McDonald - 1954 : Belle mais dangereuse (She Couldn't Say No) de Lloyd Bacon - 1955 : Les Forbans (The Spoilers) de Jesse Hibbs |